# Уайт (остров, Канада)
Уайт (англ. White Island) — остров Канадского Арктического архипелага. В настоящее время остров необитаем (2012).

## География
Остров Уайт расположен в юго-западной части залива Фокс. Остров лежит южнее полуострова Мелвилл, севернее острова Саутгемптон (через пролив Корнер километровой ширины) и западнее острова Ванситтарт (через пролив Фрозен-Стрейт 20 километровой ширины). Площадь острова составляет 789 км², длина береговой линии равна 188 км. Остров находится в 821 км к северо-востоку от географического центра Канады и в 2338 км к северу от Оттавы.
Максимальная длина острова Уайт (с северо-запада на юго-восток) равна 55 км, максимальная ширина (с востока на запад) — 20 км. Рельеф западной части острова представляет собой пояс прибрежных низменностей, переходящих к востоку в холмистую возвышенность, по существу являющуюся продолжением невысоких гор Порсилд, протянувшихся вдоль северного берега острова Саутгемптон. Многочисленные мелкие острова и островки лежат вдоль восточного и северного берега острова Уайт. Поверхность острова усыпана многочисленными озёрами, самое крупное из которых протянулось на 17 км.